# Harisnyás Pippi (karakter)

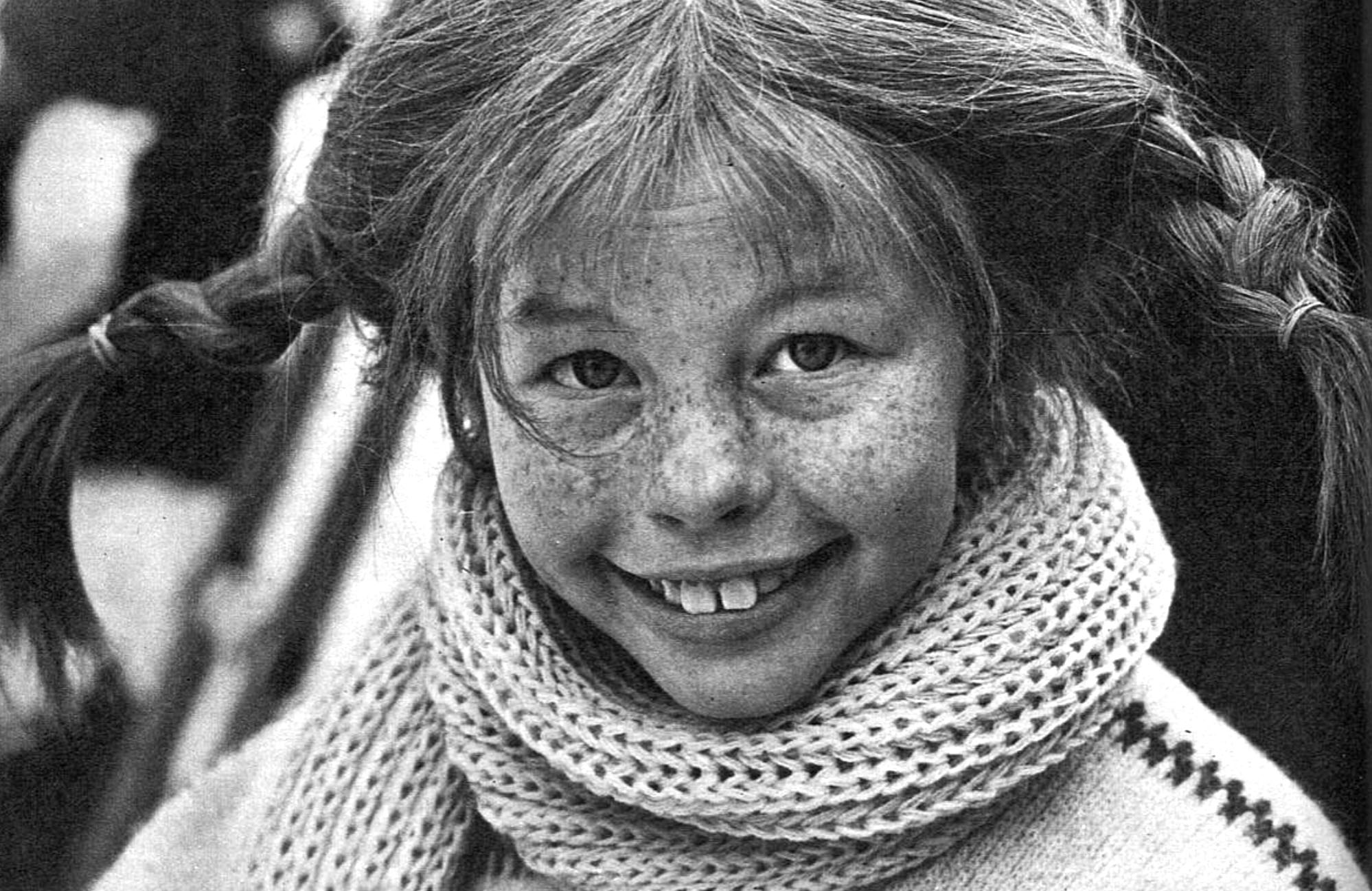
Inger Nilsson (1968)

Harisnyás Pippi Astrid Lindgren svéd író műveinek visszatérő szereplője. Teljes neve: Harisnyás Pippilotta Citadella Intarzia Majolika Ingaóra, svédül: Pippi Långstrump, Pippilotta Viktualia Rullgardina Krusmynta Efraimsdotter Långstrump.

## Történet
A kilencéves kislány egy kis svéd faluban él, egyedül a Villekulla-villában, házi kedvencei – egy cerkóf (Nilsson úr) és egy ló – társaságában.

## Megjelenés
Szeplős, sárgarépaszín hajú, copfos, hatalmas fekete cipőt és felemás harisnyát hord.

## Személyiség
Békés, erőszakot ellenző, jószívű kislány. Akinek rendkívüli ereje van.

## Képességek
A történet szerint Pippi „a világ legerősebb kislánya”, ugyanakkor nem kapunk magyarázatot arra, hogy mitől ilyen erős. A kislány ereje meglepi és zavarba ejti mind a felnőtteket, mind pedig a gyerekeket. Pippi saját maga nem említi emberfeletti erejét, bár tudatában van annak, hogy mennyire erős. Képes arra, hogy egy kezével megemeljen egy lovat. Ereje ellenére nem hajlamos az erőszakra – sőt, amikor a körülmények arra kényszerítik, hogy megvédje önmagát vagy másokat, akkor általában mindig gondosan ügyel arra, hogy senki ne sérüljön meg. Erről olvashatunk a sorozat első könyvében, ahol a történet szerint egymaga megfékez öt, nagydarab rosszfiút. 

## Kapcsolatok
Édesapja, Harisnyás Efraim (svédül: Kapten Efraim Långstrump) a Hoppetossa hajó kapitánya és egy fiktív déltengeri ország – Kurrekurredutt – uralkodója. Pippi tőle örökölte hihetetlen erejét és racionális észjárását. A hajóskapitány az egyetlen ismert ember, akinek ereje megközelíti az öntörvényű kislány erejét. Apja azért vette meg a Villekulla-villát, mert megfelelőbb otthont szeretett volna biztosítani a kislány számára, mint egy vitorlás. Ennek ellenére Pippi kimondottan szereti a hajóséletet, és jobb tengerész és kormányos, mint édesapja legénységének többsége.
Mint a történetből kiderül, Harisnyás kapitányt egy déltengeri szigetre vetette a tenger, ahol a bennszülöttek királyukká koronázták. I. Efraim királyként tér vissza Svédországba, hogy magával vigye Pippit új hazájába, akit innentől megillet a Pippi hercegnő megszólítás. Azonban kislánya túlságosan megszokta a villát és új barátait, így nem utazik vissza édesapjával a csendes-óceáni szigetre.

## Kulturális hatása
A svéd Vimmerbyben, Astrid Lindgren szülővárosában 1981-ben épült egy szórakoztató park, ahol megelevenednek a Harisnyás Pippi könyvsorozat szereplői. A látogatók Pippinek és más szereplőnek öltözött színészekkel találkozhatnak.
1990-től kezdve a szlovéniai Velenjében évente megrendezik az ország legnépszerűbb gyermekfesztiválját, a Pika Fesztivált, ami Harisnyás Pippi szlovén neve – Pika Nogavička – után lett elnevezve.
A 2015-ben kibocsátott új 20 koronás bankjegy előlapján – Astrid Lindgren portréja mellett – szerepel Harisnyás Pippi alakja és egy idézet a könyvből. A bankjegy hátlapján Småland tartomány látható. Ebben a tártományban található az írónő szülőhelye – a Näs nevű farm, Vimmerby közelében.

## Fordítás
Ez a szócikk részben vagy egészben  a   Pippi Longstocking című angol Wikipédia-szócikk fordításán alapul.  Az eredeti cikk szerkesztőit annak laptörténete sorolja fel. Ez a jelzés csupán a megfogalmazás eredetét és a szerzői jogokat jelzi, nem szolgál a cikkben szereplő információk forrásmegjelöléseként.